# FCW Jack Brisco 15 Championship
Die FCW Jack Brisco 15 Championship, auch FCW 15 Championship, war ein Wrestlingtitel der WWE-Entwicklungsliga Florida Championship Wrestling.

## Titelgeschichte
Wie alle Wrestlingtitel wurde der Titel innerhalb einer Storyline vergeben und beruhte nicht auf einem sportlichen Wettstreit. Der Titel ging aus dem FCW 15 Jack Brisco Classic Tournament hervor, ein Tribut an den am 1. Februar 2010 verstorbenen Wrestler Jack Brisco. Bei den Matches des Tournamets handelte es sich um 15-Minuten-Iron-Man-Matches, das heißt, es gewann der Wrestler, der innerhalb von 15 Minuten die meisten Falls erreichte. An dem Turnier nahmen Seth Rollins, Hunico, Richie Steamboat und Jinder Mahal teil. Im Turnierfinale gewann Seth Rollins gegen Hunico den Titel und wurde damit erster Champion. Das Finale wurde 2017 für die 3-DVD-Dokumentation Building the Architect über die Karriere von Seth Rollins verwendet.
Der Titel wurde anschließend ebenfalls in 15-Minuten-Iron-Man-Matches verteidigt. Es handelte sich bei dem Titel um eine Medaille, satt des ansonsten üblichen Gürtels.

## Übersicht
| # | Champion          | Nr. | Tage | Datum des Titelgewinns | Ort            | Veranstaltung | Bemerkung                                                        |
| - | ----------------- | --- | ---- | ---------------------- | -------------- | ------------- | ---------------------------------------------------------------- |
| 1 | Seth Rollins      | 1   | 252  | 13. Januar 2011        | Tampa, Florida | FCW           | Besiegte Hunico in einem Turnierfinale.                          |
| 2 | Damien Sandow     | 1   | 113  | 22. September 2011     | Tampa, Florida | FCW           |                                                                  |
| 3 | Richie Steamboat  | 1   | 160  | 13. Januar 2012        | Tampa, Florida | FCW           |                                                                  |
| 4 | Brad Maddox       | 1   | 54   | 21. Juni 2012          | Tampa, Florida | Houseshow     |                                                                  |
| - | Titel eingestellt | -   | -    | 14. August 2012        | Tampa, Florida | N/A           | Nach der Umbenennung von FCW in NXT wurde der Titel eingestellt. |

## Statistiken
Länge der Regentschaft
| Rang | Champion         | Anzahl | Tage |
| ---- | ---------------- | ------ | ---- |
| 1    | Seth Rollins     | 1      | 252  |
| 2    | Richie Steamboat | 1      | 160  |
| 3    | Damien Sandow    | 1      | 113  |
| 4    | Brad Maddox      | 1      | 54   |

Rekorde
| Rekord                  | Rekordhalter  | Einheit               |
| ----------------------- | ------------- | --------------------- |
| Ältester Titelträger    | Damien Sandow | 29 Jahre, 50 Tage     |
| Jüngster Titelträger    | Seth Rollins  | 24 Jahre und 229 Tage |
| Schwerster Titelträger  | Damien Sandow | 114 Kilogramm         |
| Leichtester Titelträger | Seth Rollins  | 93 Kilogramm          |